# Menhir von Cooradarrigan

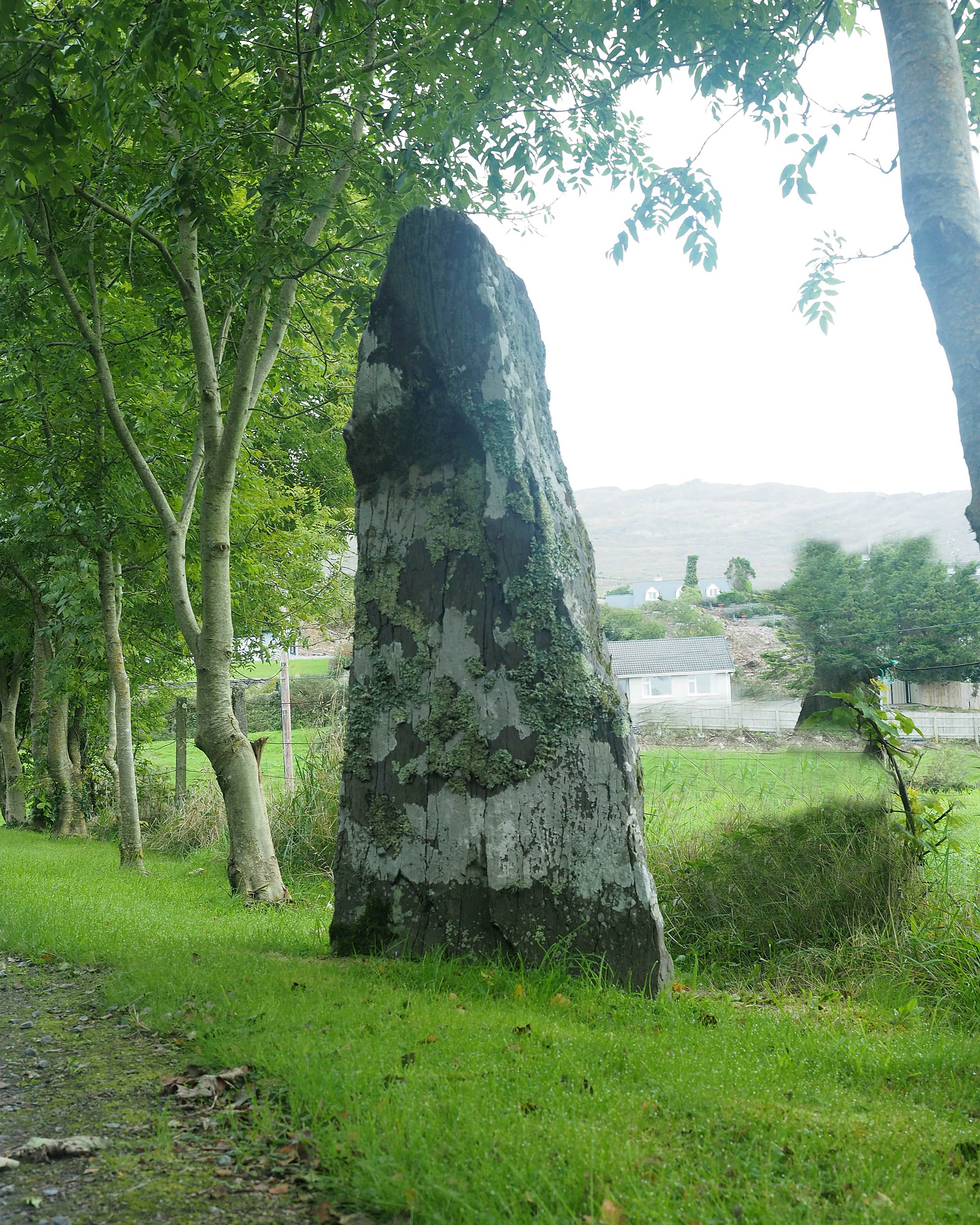
Menhir von Cooradarrigan

Der Menhir von Cooradarrigan (irisch Cuar Uí Dheargáin) steht in einer Baumreihe am Rand einer Straße, die von der R592 nach Süden zum Skull Harbour abzweigt, östlich von Schull im County Cork in Irland.
Der Menhir (englisch Standing stone) ist ein Steinblock mit einer Höhe von 1,68 Metern, einer Breite von 62 Zentimetern und einer Dicke von 51 Zentimetern. Von Westen gesehen hat er eine rechteckige Form, von Süden gesehen ist er fast dreieckig.
Sieben Kilometer westlich liegt das Wedge Tomb von Altar.